# Delahaye Type 53
Der Delahaye Type 53 ist ein frühes Fahrzeugmodell. Hersteller war Automobiles Delahaye in Frankreich.

## Beschreibung
Die Nutzfahrzeuge wurden zwischen 1911 und 1913 hergestellt. Es gab Type 53 C als Lastkraftwagen und Type 53 OM als Omnibus. Die Nutzlast betrug 2,25 Tonnen. Sie hatten einen Ottomotor mit einer Leistung von 20 PS.
Der Omnibus hat 20 bis 24 Sitzplätze.